# 花郷東橋駅
花郷東橋駅（かごうとうきょうえき）とは中華人民共和国北京市豊台区に位置する北京地下鉄房山線の駅である。

## 歴史
- 2020年12月31日 - 開業。[1]

## 駅構造

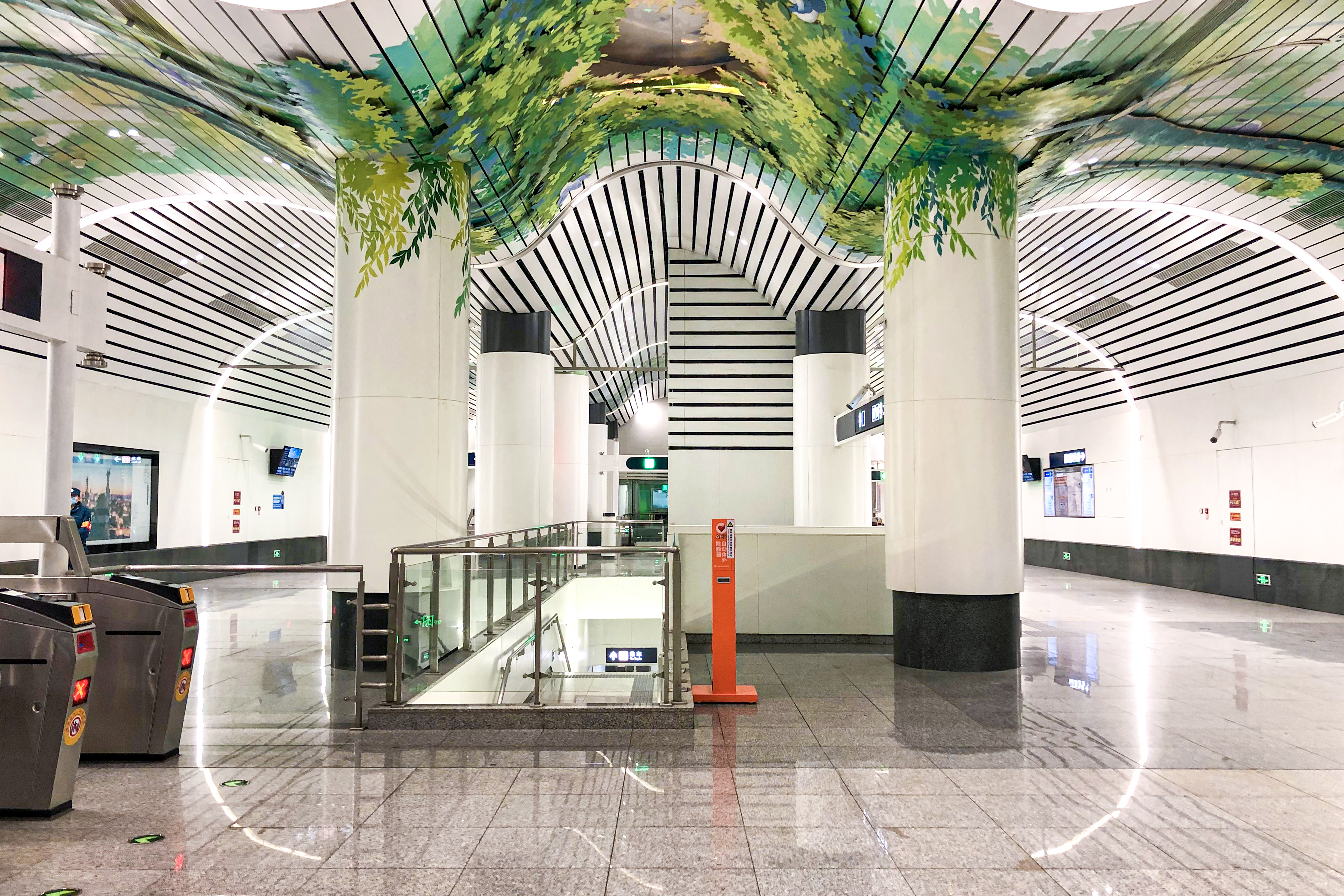
コンコース

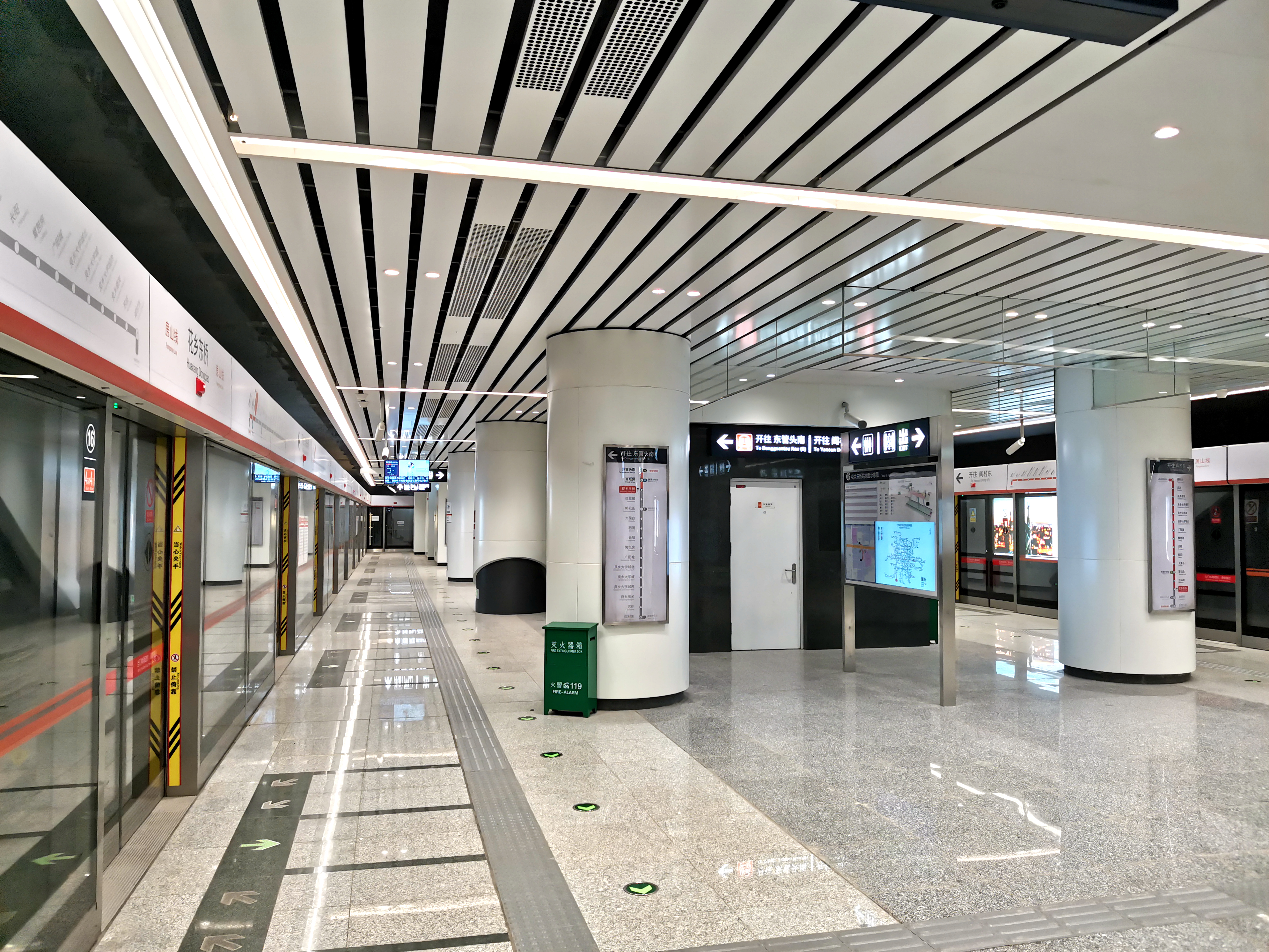
ホーム

島式ホーム1面2線を有する地下駅。

## 駅周辺
- 国家法官学院（中国語版）
- 首都医科大学附属北京天壇医院（中国語版）

## 隣の駅
北京地下鉄
■房山線
首経貿駅 - 花郷東橋駅 - 白盆窯駅